# Ronde van Frankrijk 2007/Dertiende etappe
De dertiende etappe van de Ronde van Frankrijk 2007 werd gereden op 21 juli 2007 in en rond Albi over een afstand van 54 kilometer. Het was de eerste grote individuele tijdrit in deze editie van de Tour de France.
Op 24 juli berichtte L'Équipe dat Vinokoerov na de tijdrit betrapt is op het gebruik van bloeddoping, nog dezelfde dag trok Astana zich terug uit de tour..

## Verloop
De tijdrit werd gewonnen door de Kazach Aleksandr Vinokoerov. De renner uit de Astana-ploeg reed een tijd van 1.06:35 en had een gemiddelde snelheid van 48,661 km/h. De overwinning was redelijk verrassend. Vinokoerov was in de 5e etappe naar Autun nog hard ten val gekomen en moest in de Alpen veel tijd toegeven op zijn directe concurrenten. Hij had overwogen om uit de ronde te stappen, maar herpakte zich en reed met afstand de beste tijd in de tijdrit. In het algemeen klassement steeg hij na de dertiende etappe tien plaatsen; van de 19e naar de 9e plaats.

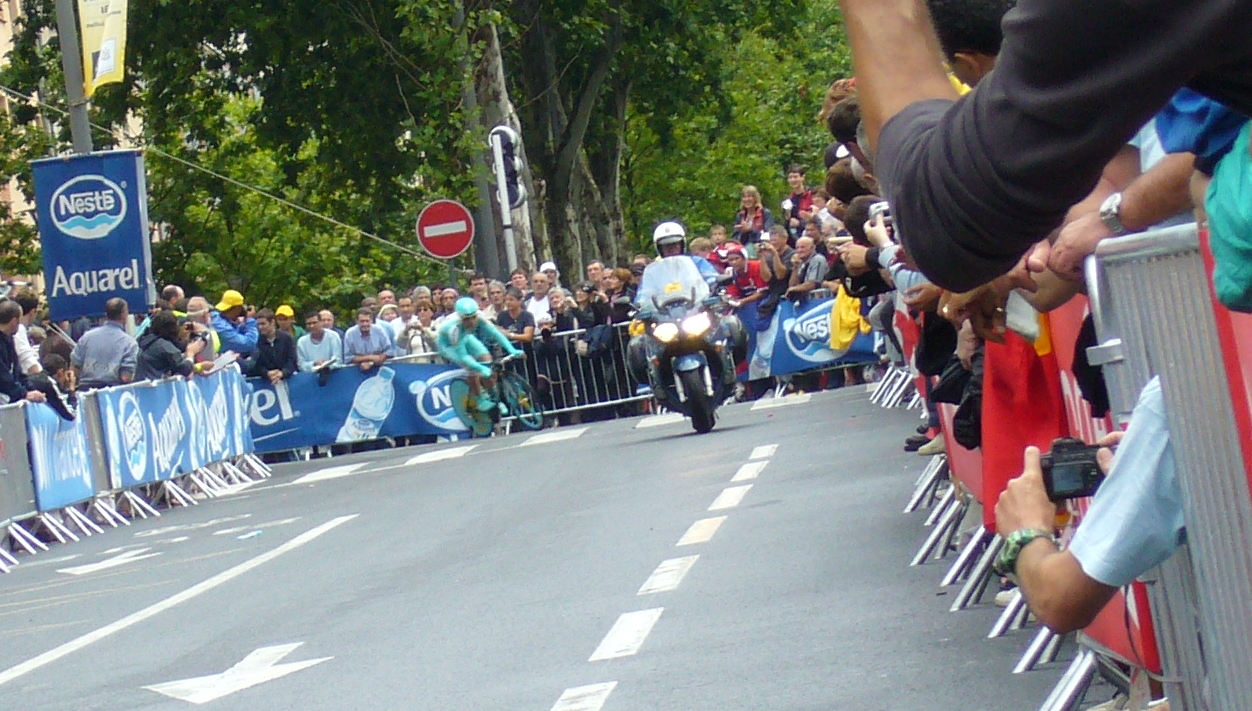

Geletruidrager Michael Rasmussen reed een sterke tijdrit. De Deen van de Rabobank-ploeg – die niet bekendstond als een goed tijdrijder – reed naar een 11e tijd en wist zelfs nog Alejandro Valverde in te halen, die drie minuten eerder was gestart. Via die topklassering wist hij zich verzekerd van het behoud van de koppositie in het algemeen klassement. Cadel Evans won 1'40" ten opzichte van Rasmussen en stond in de stand tweede op 1 minuut van de leider. Alberto Contador steeg naar de 3e plaats, hij maakte 37 seconden goed op Rasmussen en stond na deze etappe nog 2'31" achter op de geletruidrager.
Vinokoerov werd betrapt op bloeddoping en de Australiër Cadel Evans van het Belgische Predictor-Lotto kreeg later de ritzege toegekend. Dit nieuws kwam naar buiten op 24 juli, de tweede rustdag van de Tour.

### Tussenstanden

#### Eerste tussenstand
In Villefranche-d'Albigeois, na 18 km:
| pos | renner               | nationaliteit       | ploeg                            | tijd    |
| --- | -------------------- | ------------------- | -------------------------------- | ------- |
| 1   | Aleksandr Vinokoerov | Kazachstan          | Astana                           | 23'09"  |
| 2   | Bradley Wiggins      | Verenigd Koninkrijk | Cofidis, Le Crédit par Téléphone | + 0'10" |
| 3   | Andreas Klöden       | Duitsland           | Astana                           | + 0'34" |
| 4   | Fabian Cancellara    | Zwitserland         | Team CSC                         | + 0'39" |
| 5   | Sylvain Chavanel     | Frankrijk           | Cofodis, Le Crédit par Téléphone | + 0'40" |

#### Tweede tussenstand
Côte de la Bauzié, na 38,5 km:
| pos | renner               | nationaliteit       | ploeg             | tijd    |
| --- | -------------------- | ------------------- | ----------------- | ------- |
| 1   | Aleksandr Vinokoerov | Kazachstan          | Astana            | 50'07"  |
| 2   | Cadel Evans          | Australië           | Predictor - Lotto | + 1'01" |
| 3   | Andreas Klöden       | Duitsland           | Astana            | + 1'19" |
| 4   | Bradley Wiggins      | Verenigd Koninkrijk | Cofidis           | z.t.    |
| 5   | Andrej Kasjetsjkin   | Kazachstan          | Astana            | + 2'37" |

### Bergsprints
Eerste bergsprint, Côte de la Bauzié (4e cat.), na 38,5 km:
| pos | renner           | nationaliteit | ploeg             | punten |
| --- | ---------------- | ------------- | ----------------- | ------ |
| 1   | Alberto Contador | Spanje        | Discovery Channel | 3      |
| 2   | Cadel Evans      | Australië     | Predictor - Lotto | 2      |
| 3   | Michael Boogerd  | Nederland     | Rabobank          | 1      |

## Uitslag
| pos | renner               | nationaliteit    | ploeg                            | verschil | tijd      |
| --- | -------------------- | ---------------- | -------------------------------- | -------- | --------- |
| 1   | Aleksandr Vinokoerov | Kazachstan       | Astana                           |          | 1h 06'34" |
| 2   | Cadel Evans          | Australië        | Predictor - Lotto                | + 1'14"  | 1h 07'48" |
| 3   | Andreas Klöden       | Duitsland        | Astana                           | + 1'39"  | 1h 08'13" |
| 4   | Andrej Kasjetsjkin   | Kazachstan       | Astana                           | + 1'44"  | 1h 08'18" |
| 5   | Bradley Wiggins      | Groot-Brittannië | Cofidis, Le Crédit par Téléphone | + 2'14"  | 1h 08'48" |
| 6   | Jaroslav Popovytsj   | Oekraïne         | Discovery Channel                | + 2'16"  | 1h 08'50" |
| 7   | Alberto Contador     | Spanje           | Discovery Channel                | + 2'18"  | 1h 08'52" |
| 8   | Sylvain Chavanel     | Frankrijk        | Cofidis, Le Crédit par Téléphone | + 2'38"  | 1h 09'12" |
| 9   | Levi Leipheimer      | Verenigde Staten | Discovery Channel                | + 2'39"  | 1h 09'13" |
| 10  | Mikel Astarloza      | Spanje           | Euskaltel - Euskadi              | + 2'42"  | 1h 09'16" |
| 11  | Michael Rasmussen    | Denemarken       | Rabobank                         | + 2'55"  | 1h 09'29" |
| 12  | Vladimir Goesev      | Rusland          | Discovery Channel                | + 2'56"  | 1h 09'30" |
| 13  | Leif Hoste           | België           | Predictor - Lotto                | z.t.     | 1h 09'30" |
| 14  | Linus Gerdemann      | Duitsland        | T-Mobile Team                    | + 3'09"  | 1h 09'43" |
| 15  | Juan Manuel Gárate   | Spanje           | Quick·Step - Innergetic          | + 3'12"  | 1h 09'46" |
| 16  | Juan José Cobo       | Spanje           | Saunier Duval - Prodir           | + 3'13"  | 1h 09'47" |
| 17  | Vladimir Karpets     | Rusland          | Caisse d'Epargne                 | + 3'17"  | 1h 09'51" |
| 18  | Kim Kirchen          | Luxemburg        | T-Mobile Team                    | + 3'18"  | 1h 09'52" |
| 19  | Óscar Pereiro Sio    | Spanje           | Caisse d'Epargne                 | + 3'23"  | 1h 09'57" |
| 20  | David Millar         | Groot-Brittannië | Saunier Duval - Prodir           | + 3'27"  | 1h 10'01" |
| 21  | Denis Mensjov        | Rusland          | Rabobank                         | + 3'30"  | 1h 10'04" |
| 22  | Sébastien Rosseler   | België           | Quick·Step - Innergetic          | + 3'35"  | 1h 10'09" |
| 23  | Markus Fothen        | Duitsland        | Gerolsteiner                     | + 3'39"  | 1h 10'13" |
| 24  | Michael Boogerd      | Nederland        | Rabobank                         | + 3'42"  | 1h 10'16" |
| 25  | George Hincapie      | Verenigde Staten | Discovery Channel                | + 3'45"  | 1h 10'19" |
| 26  | Carlos Sastre        | Spanje           | Team CSC                         | + 4'01"  | 1h 10'35" |
| 27  | Thomas Dekker        | Nederland        | Rabobank                         | + 4'04"  | 1h 10'38" |
| 28  | Andrij Grivko        | Oekraïne         | Team Milram                      | + 4'16"  | 1h 10'50" |
| 29  | Kanstantsin Siwtsow  | Wit-Rusland      | Team Barloworld                  | + 4'20"  | 1h 10'54" |
| 30  | Chris Horner         | Verenigde Staten | Predictor - Lotto                | + 4'21"  | 1h 10'55" |

## Algemeen klassement
| pos | renner               | nationaliteit    | ploeg                  | tijd       |
| --- | -------------------- | ---------------- | ---------------------- | ---------- |
| 1   | Michael Rasmussen    | Denemarken       | Rabobank               | 58h 46'39" |
| 2   | Cadel Evans          | AUS              | Predictor - Lotto      | + 1'00"    |
| 3   | Alberto Contador     | Spanje           | Discovery Channel Team | + 2'31"    |
| 4   | Andreas Klöden       | Duitsland        | Astana                 | + 2'34"    |
| 5   | Levi Leipheimer      | Verenigde Staten | Discovery Channel Team | + 3'37"    |
| 6   | Andrej Kasjetsjkin   | Kazachstan       | Astana                 | + 4'23"    |
| 7   | Carlos Sastre        | Spanje           | Team CSC               | + 4'45"    |
| 8   | Mikel Astarloza      | Spanje           | Euskaltel - Euskadi    | + 5'07"    |
| 9   | Aleksandr Vinokoerov | Kazachstan       | Astana                 | + 5'10"    |
| 10  | Kim Kirchen          | Luxemburg        | T-Mobile Team          | + 5'29"    |

## Trivia
- Bij de tijdrit werd er geen rood rugnummer voor de strijdlustigste renner toegekend.

Proloog ·
1e etappe ·
2e etappe ·
3e etappe ·
4e etappe ·
5e etappe ·
6e etappe ·
7e etappe ·
8e etappe ·
9e etappe ·
10e etappe ·
11e etappe ·
12e etappe ·
13e etappe ·
14e etappe ·
15e etappe ·
16e etappe ·
17e etappe ·
18e etappe ·
19e etappe ·
20e etappe
Startlijst · Eindstanden · Afbeeldingen